# Darwinylus marcosi
Darwinylus marcosi — викопний вид жуків родини вузьконадкрилок (Oedemeridae), що існував у середній крейді (105 млн років тому). Описаний по екзоскелету, що знайдений у шматку бурштину в оголенні Пеньяцерада у відкладеннях формації Ескуча на сході Іспанії. 

## Опис
Тіло жука завдовжки 2 мм, довжина надкрила — 1,5 мм.

## Палеоекологія
Ґрунтуючись на пилкових зернах, виявлених разом з жуком, вчені вважають, що даний вид комах був запилювачем для рослин з класу саговникових (Cycadopsida), які у той час процвітали на Землі. Ймовірно, жук живився пилком рослин, одночасно переносячи його на інші рослини.

## Оригінальна публікація
- D. Peris. 2017. Early Cretaceous origin of pollen-feeding beetles (Insecta: Coleoptera: Oedemeridae). Cladistics 33:268-278